# Chuquibamba (distrito)
Chuquibamba é um distrito peruano localizado na Província de Chachapoyas, departamento Amazonas. Sua capital é a cidade de Chuquibamba.

## Transporte
O distrito de Chuquibamba é servido pela seguinte rodovia:
- PE-8B, que liga o distrito de Cajamarca (Região de Cajamarca) ao distrito de Chachapoyas
- AM-112, que liga o distrito à cidade de Longotea (Região de Liberdade) [2][3][4]